# Téka
Téka – węgierski zespół ludowy (folkowy) założony w 1976 roku w Budapeszcie.
Wykonują węgierską instrumentalną muzykę ludową wykorzystując tradycyjne i unikalne instrumenty muzyczne.

## Skład zespołu
- Beatrix Tárnoki – śpiew
- Csaba Ökrös i András Soós – pierwsze skrzypce
- György Lányi – altówka trzystrunowa, dudy, kobza, śpiew
- Pál Havasréti – lutnia korbowa, kontrabas, wiolonczela, śpiew

## Dyskografia
- Hungarian folk games and dances. Stork, stork, turtle-dove...Gyermekdalok Records, USA LP – 42'57"
- Let’s dance.. 1980 Hungaria Records, USA LP – 45'00"
- Téka live in Nyon Folkfestival 1984 Swiss LP – 44'00"
- The dances is ternary, 1986 Galonska, Germany LP – 40'55"
- Hungarian folksongs for children 1989 Hungaroton Hungary LP – MC 42'46"
- The sun is arise 1989 Hungaroton, Hungary LP/ MC 43'13"
- Téka in concert Live concert in Lousanne. 1992 Harmónia BT Hungary MC – 60'00"
- Transylvanian source 1993 Harmónia BT Hungary
- Soldiers songs 1994 Harmónia BT Hungary
- Our master’s – András Hodorog master of the fluteOur master’s 1994
- Our master’s – Ferenc Szántó master of the flute, fiddle and The Téka 1996
- Made in Brasil 1997 Sonopress-Rimo
- Younghussar, younghussar... 1998
- The dance of the virgins 1998
- Our master’s -Fedémesi Népdalkör: Ködellik a Mátra.1999
- Our master’s – Ádám István „Icsán” and his band 2000
- Bárdosi Ildikó and the Téka 2000
- Our master’s.-Bársony Mihály 2001
- Ancient East 2001
- Best of Téka 25 2001
- Our master’s – Kádár Ferenc master of the flute, tárogató, reedpipe 2002
- Our master’s – Hungarian bagpipers' 2004
- Our master’s – Dusty bench ball 2005
- TÉKA 30 2007